# Ducto lactífero

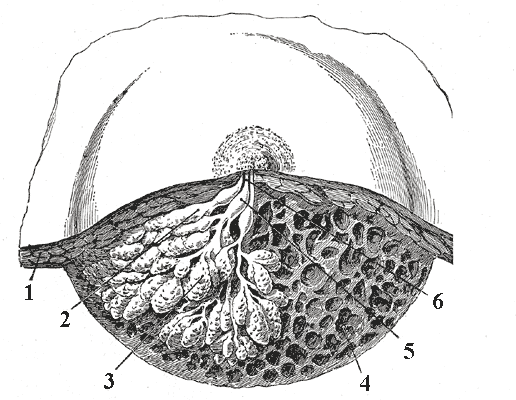
6 - ducto lactífero

Os ductos latíferos são ductos secretores das glândulas mamárias, que terminam no mamilo dos mamíferos.